# دونگه لسکوویتسه
دونگه لسکوویتسه (به صربی: Donje Leskovice) یک منطقهٔ مسکونی در صربستان است که در والیفو واقع شده‌است. دونگه لسکوویتسه ۵۹۷ نفر جمعیت دارد.